# Deux-plus
株式会社 deux-plus（どぅぷらす）はかつて存在した声優プロダクションである。2008年12月に設立され、2009年ごろからコンテンツ企画・制作業務、キャスティング業務、ワークショップ等による新人育成業務を中心に展開していた。2011年4月1日をもって全事業を休止した。

## かつて所属していた声優

### 男性
- 稲垣拓也
- 井内勇希
- 辻谷耕史（フリー転向後死去）
- 堀米聰
- 奥村洋治(GaiaDaysFunctionBand)
- 高久慶太郎(GaiaDaysFunctionBand)
- 溝渕隆之介(GaiaDaysFunctionBand)
- 日暮一成(GaiaDaysFunctionBand)
- 矢薙直樹（現所属：フリーマーチ代表）

### 女性
- 磯村知美（現所属：マック・ミック）
- 花倉くみ
- 黒葛原真奈（現所属：マック・ミック）
- 紗上唄菜（現所属：EARLY WING）
- 道祖尾悠希
- 土屋招子
- 中村麻未（現所属：フトゥールム）
- 水戸部千希己
- 山下夕佳(GaiaDaysFunctionBand)
- 関谷美香子(GaiaDaysFunctionBand)
- 増田和(GaiaDaysFunctionBand)